# Wybory prezydenckie we Francji w 2017 roku
Wybory prezydenckie we Francji w 2017 roku odbyły się w niedzielę 23 kwietnia oraz dwa tygodnie później 7 maja 2017.
1 grudnia 2016 prezydent François Hollande w orędziu ogłosił, że nie będzie ubiegał się o reelekcję w wyborach prezydenckich. W ostatnich dniach przed ujawnieniem tej decyzji w sondażach prezydenckich uzyskiwał poparcie poniżej 10%. Stał się pierwszym prezydentem w powojennej historii Francji nieubiegającym się o ponowny wybór. Mandat urzędującego prezydenta wygasł 15 maja 2017 o północy.
W pierwszej turze prezentowało się jedenastu kandydatów, do drugiej zostało wyłonionych dwóch: Emmanuel Macron i Marine Le Pen. Nowym prezydentem Francji został Macron, zdobywając 66,1% głosów; Le Pen uzyskała 33,9% głosów.

## Kandydaci

### Lewica

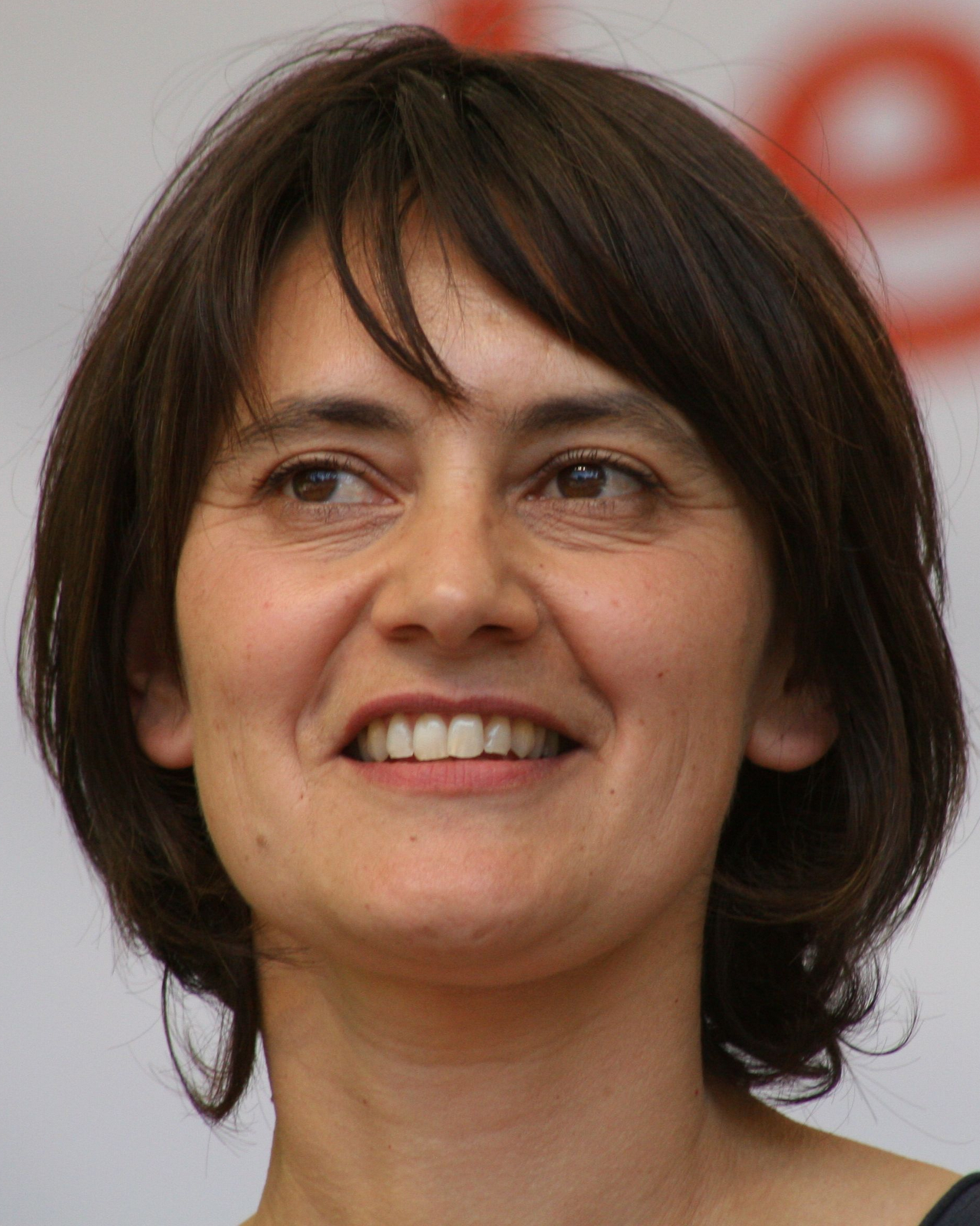
Nathalie Arthaud Walka Robotnicza
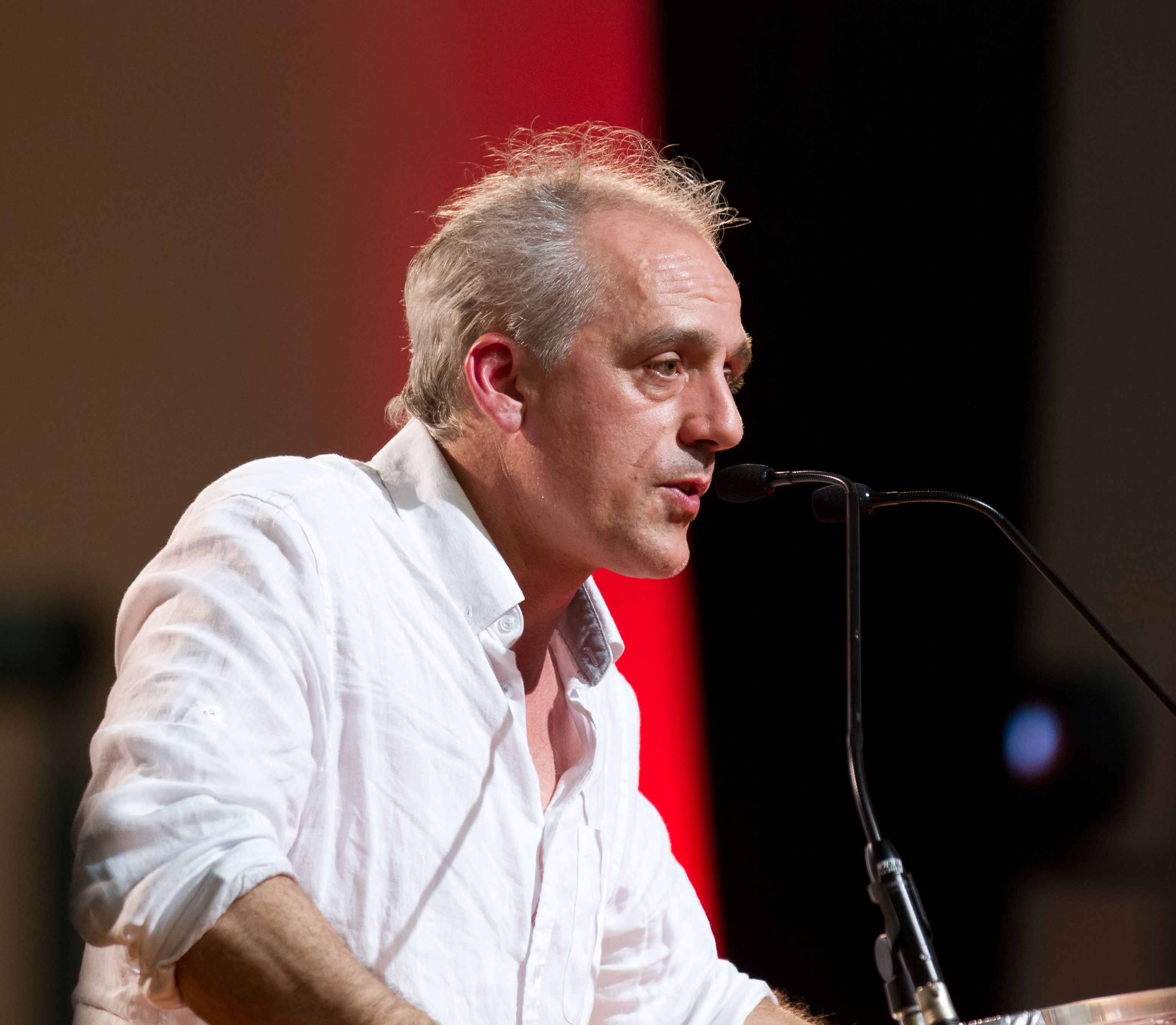
Philippe Poutou Nowa Partia Antykapitalistyczna
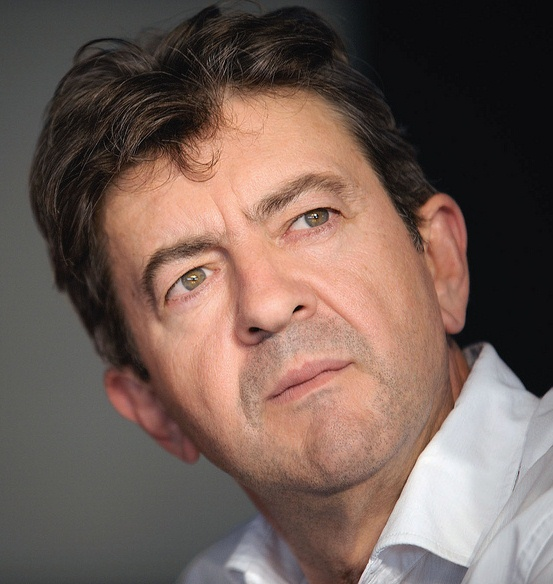
Jean-Luc Mélenchon La France insoumise
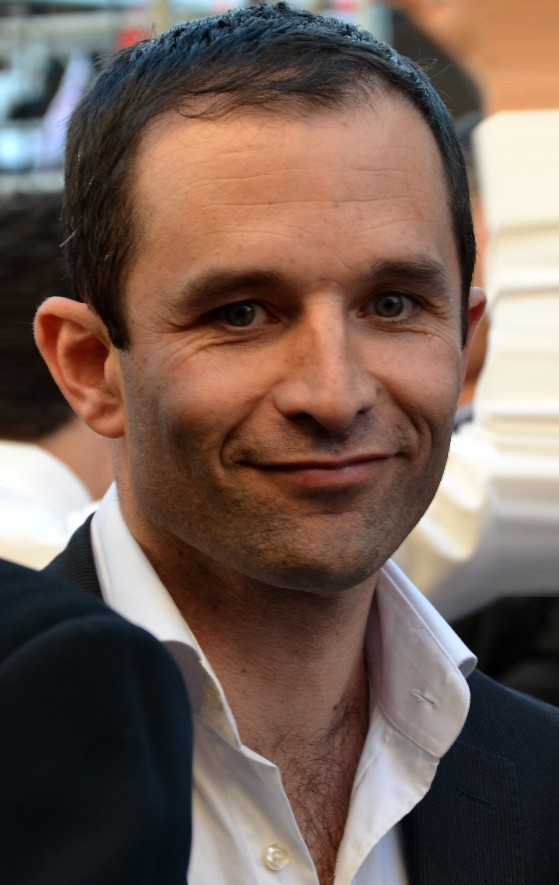
Benoît Hamon Partia Socjalistyczna

### Centrum

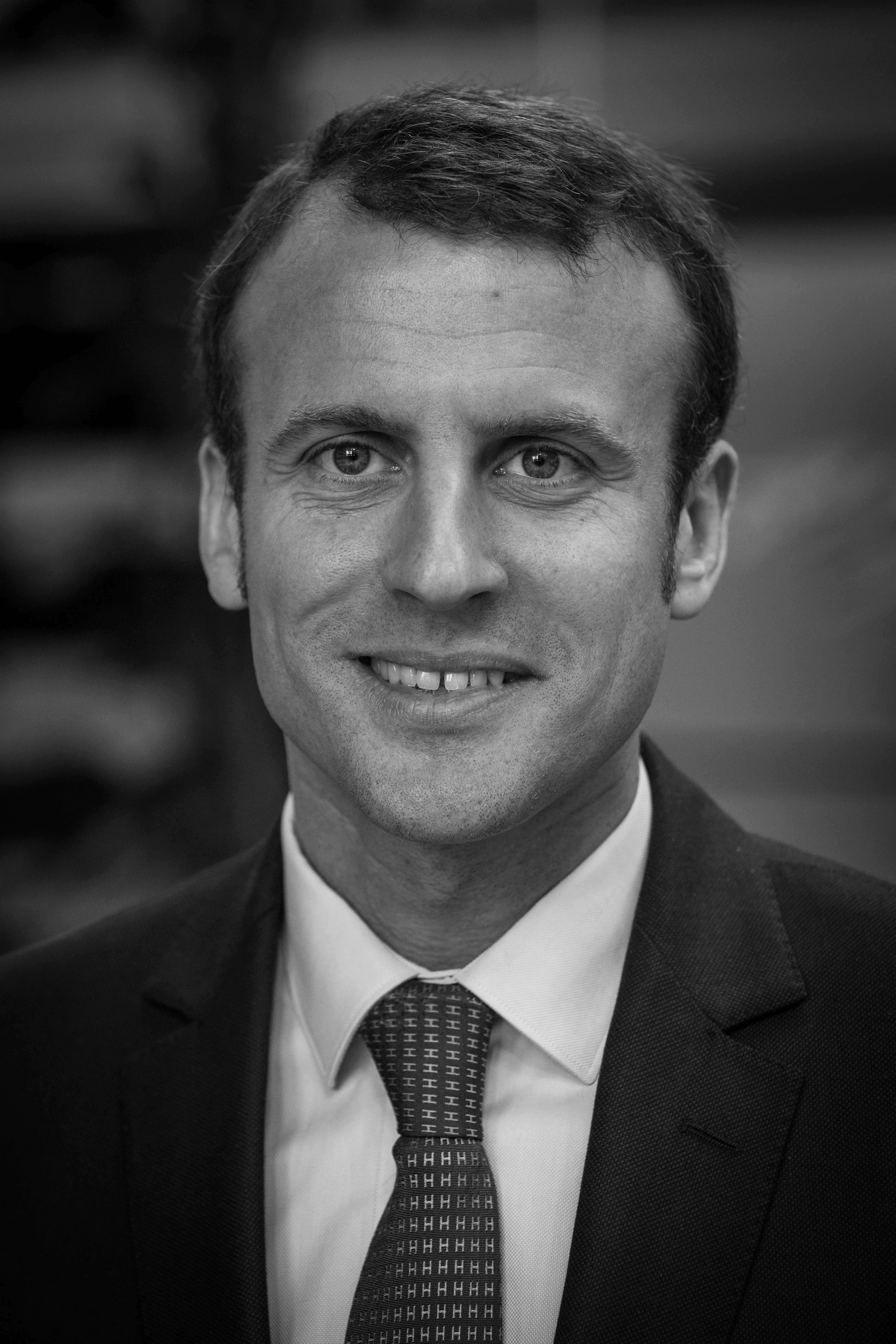
Emmanuel Macron En Marche!
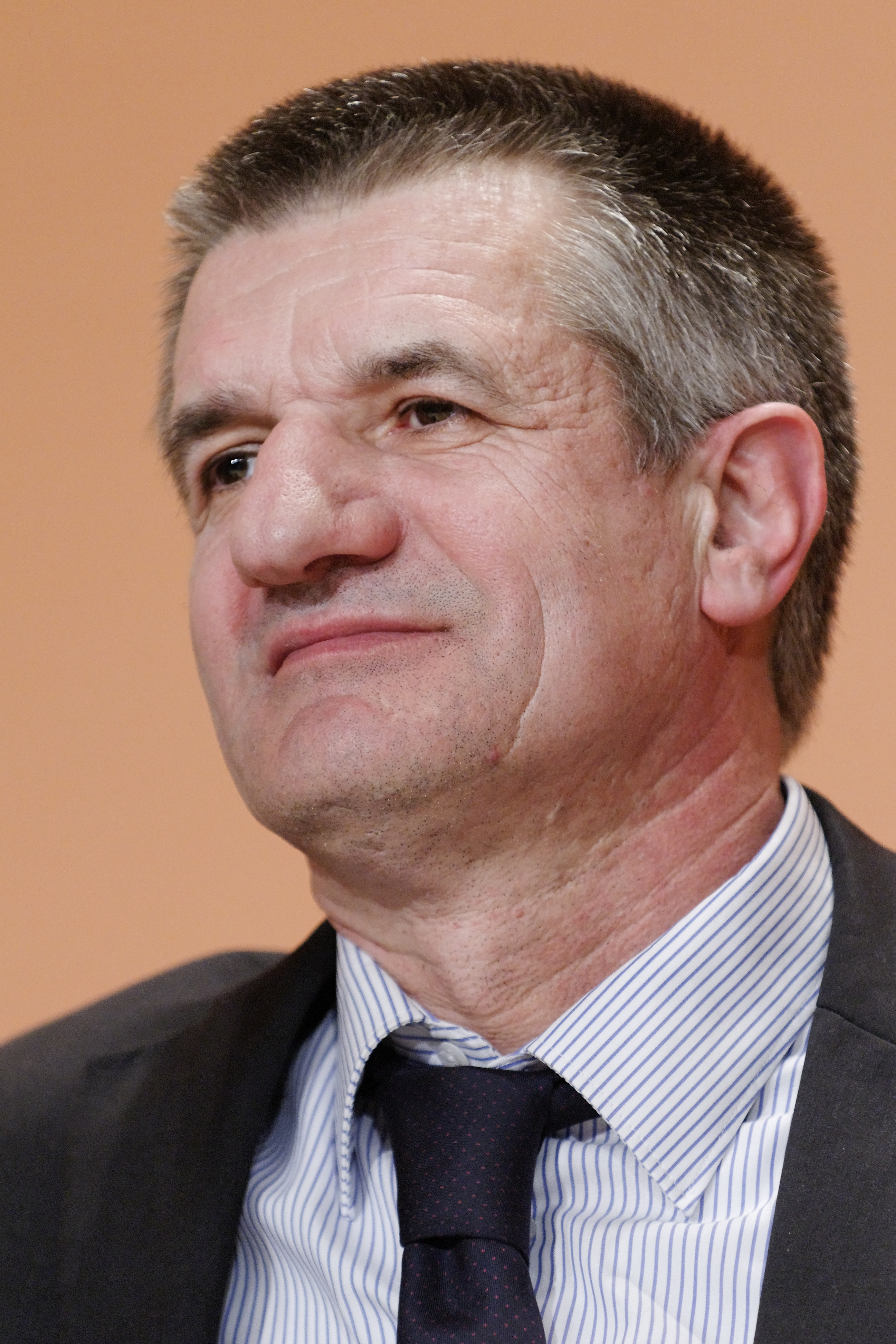
Jean Lassalle Résistons!

### Prawica

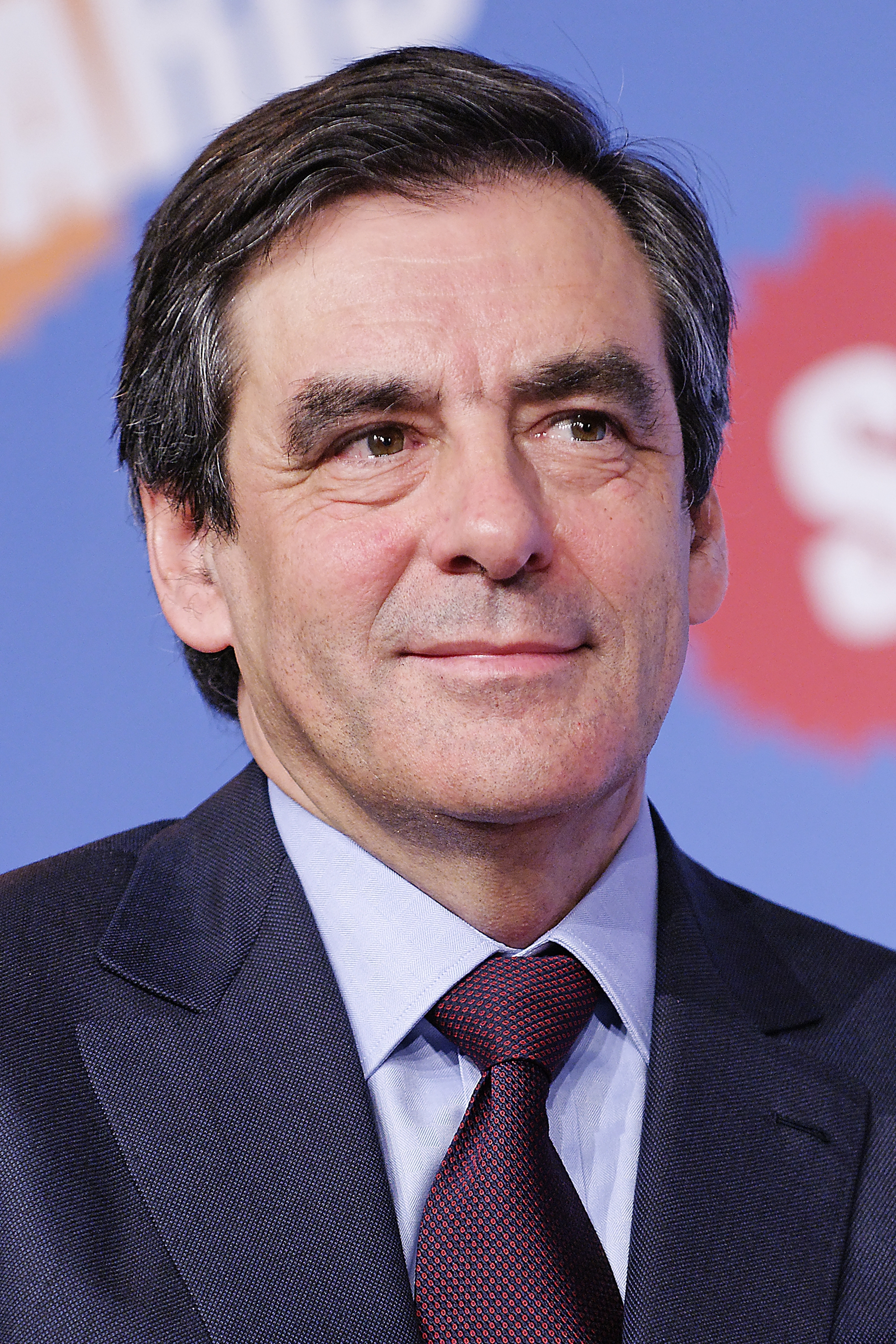
François Fillon Republikanie
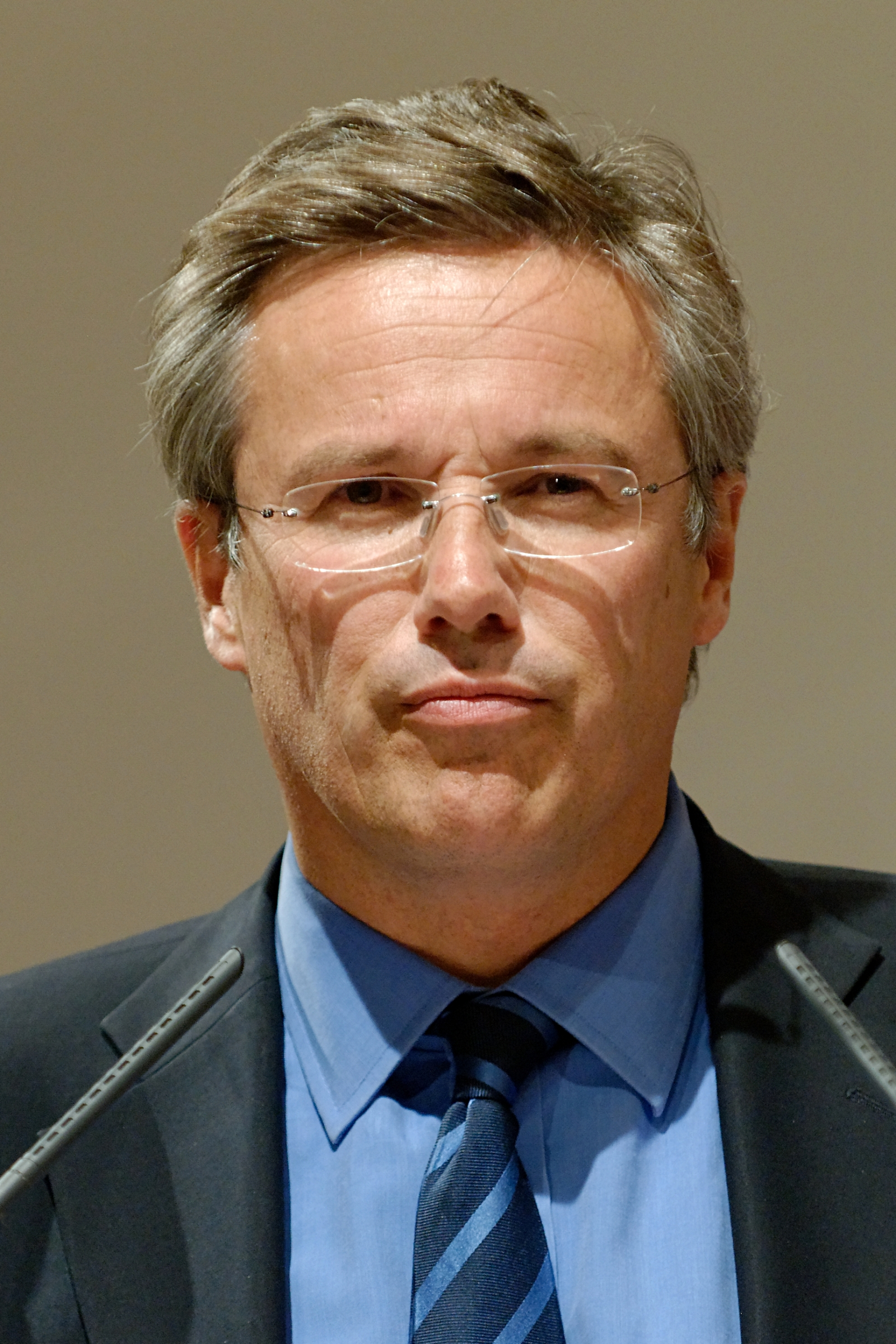
Nicolas Dupont-Aignan Powstań Francjo
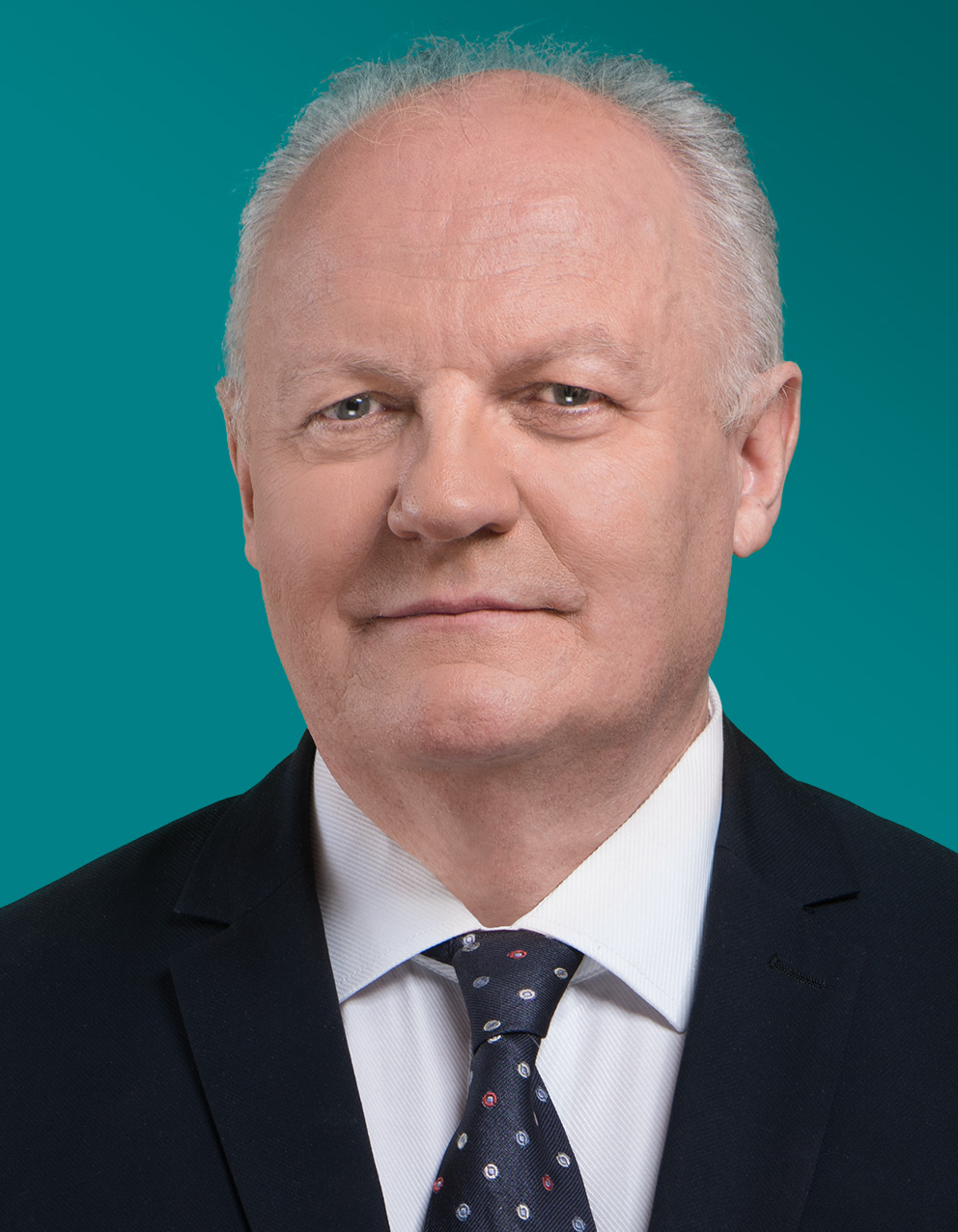
François Asselineau Ludowa Unia Republikańska
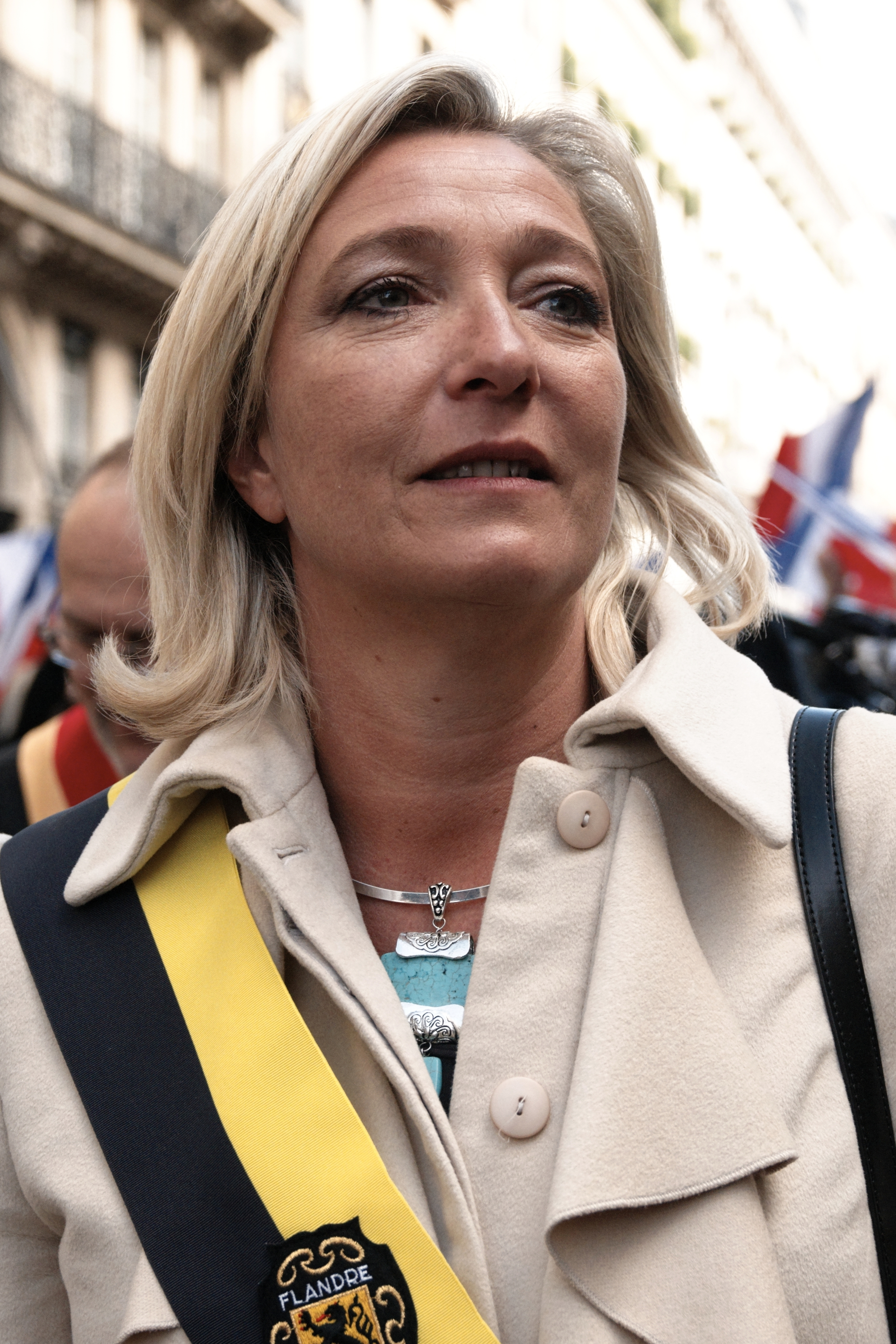
Marine Le Pen Front Narodowy

## Sondaże

### I tura
| Ośrodek       | Data             | Próba | Wstrzymujący się | Nathalie Arthaud | Philippe Poutou | Jean-Luc Mélenchon | Benoît Hamon | Emmanuel Macron | Jean Lassalle | François Fillon | Nicolas Dupont-Aignan | François Asselineau | Marine Le Pen |           |
| Ośrodek       | Data             | Próba | Wstrzymujący się | Arthaud          | Poutou          | Mélenchon          | Hamon        | Macron          | Lassalle      | Fillon          | Dupont-Aignan         | Asselineau          | Le Pen        | Cheminade |
| Ośrodek       | Data             | Próba | Wstrzymujący się | LO               | NPA             | FI                 | PS           | EM              | R             | LR              | DLF                   | UPR                 | FN            | S&P       |
| ------------- | ---------------- | ----- | ---------------- | ---------------- | --------------- | ------------------ | ------------ | --------------- | ------------- | --------------- | --------------------- | ------------------- | ------------- | --------- |
| Elabe         | 23 kwietnia 2017 | –     | 23,8%            | 0,7%             | 1,1%            | 19,3%              | 6,3%         | 24,0%           | 1,0%          | 19,9%           | 4,9%                  | 0,8%                | 21,8%         | 0,2%      |
| Kantar Sofres | 23 kwietnia 2017 | –     | –                | 0,7%             | 1,0%            | 19,2%              | 6,5%         | 23,8%           | 1,2%          | 19,8%           | 5,0%                  | 0,9%                | 21,7%         | 0,2%      |
| Harris        | 23 kwietnia 2017 | –     | 22,8%            | 0,7%             | 1,0%            | 19,6%              | 6,0%         | 24,3%           | 1,1%          | 19,6%           | 4,7%                  | 1,0%                | 21,8%         | 0,2%      |
| Elabe         | 23 kwietnia 2017 | –     | –                | 0,6%             | 1,1%            | 19,5%              | 6,5%         | 23,7%           | 1,2%          | 19,5%           | 5,0%                  | 0,8%                | 22,0%         | 0,1%      |
| Harris        | 23 kwietnia 2017 | –     | 23,0%            | 0,5%             | 1,0%            | 20,0%              | 6,0%         | 24,0%           | 1,0%          | 20,0%           | 4,5%                  | 1,0%                | 22,0%         | 0,0%      |
| Ifop-Fiducial | 23 kwietnia 2017 | –     | –                | 0,7%             | 1,0%            | 19,5%              | 6,4%         | 23,7%           | 1,2%          | 20,0%           | 4,6%                  | 0,9%                | 21,7%         | 0,3%      |
| Ipsos         | 23 kwietnia 2017 | –     | 22,7%            | 0,7%             | 1,1%            | 19,2%              | 6,3%         | 23,9%           | 1,2%          | 20,0%           | 4,8%                  | 0,9%                | 21,7%         | <0,5%     |
| Kantar Sofres | 23 kwietnia 2017 | –     | –                | 0,5%             | 1%              | 19%                | 7%           | 23%             | 1,5%          | 19%             | 5%                    | 1%                  | 23%           | 0%        |

### II tura[4]
| Ośrodek | Macron | Le Pen |
| ------- | ------ | ------ |
| Elabe   | 65,9%  | 34,1%  |
| Kantar  | 65%    | 35%    |
| IFOP    | 65,5%  | 34,5%  |
| Harris  | 66,1%  | 33,9%  |

## Wyniki wyborów
| Emmanuel Macron                                             | En Marche!                      | 8 657 326  | 24,01  | 20 753 704 | 66,10  |
| Marine Le Pen                                               | Front Narodowy                  | 7 679 493  | 21,30  | 10 643 937 | 33,90  |
| François Fillon                                             | Republikanie                    | 7 213 797  | 20,01  | —          | —      |
| Jean-Luc Mélenchon                                          | Niepokorna Francja              | 7 060 885  | 19,58  | —          | —      |
| Benoît Hamon                                                | Partia Socjalistyczna           | 2 291 565  | 6,36   | —          | —      |
| Nicolas Dupont-Aignan                                       | Powstań Francjo                 | 1 695 186  | 4,70   | —          | —      |
| Jean Lassalle                                               | Résistons!                      | 435 365    | 1,21   | —          | —      |
| Philippe Poutou                                             | Nowa Partia Antykapitalistyczna | 394 582    | 1,09   | —          | —      |
| François Asselineau                                         | Ludowa Unia Republikańska       | 332 588    | 0,92   | —          | —      |
| Nathalie Arthaud                                            | Walka Robotnicza                | 232 428    | 0,64   | —          | —      |
| Jacques Cheminade                                           | Solidarność i Postęp            | 65 598     | 0,18   | —          | —      |
| Razem                                                       | Razem                           | 36 058 813 | 100,00 | 31 397 641 | 100,00 |
| Głosy nieważne i puste                                      | Głosy nieważne i puste          | 944 733    | 2,55   | 4 069 582  | 11,47  |
| Frekwencja                                                  | Frekwencja                      | 37 003 546 | 77,77  | 35 467 223 | 74,56  |
| Źródła: Rada Konstytucyjna, Ministerstwo Spraw Wewnętrznych |                                 |            |        |            |        |

|  |  |